# 杉村商店
杉村商店（すぎむらしょうてん）は大阪府東大阪市に本社を置く企業で、自転車の車体及び付属用品の卸売りを行っている。
主に販売しているのは低価格帯のスポーツ車、軽快車、折り畳み自転車、幼児車である。
スポーツ車のブランドはPROGRESSIVE RACING。低価格帯のクロスバイクを同じく販売しているルイガノ、ジャイアント・マニュファクチャリングなどとシェアを争っている。
他にも、日本国内メーカーでは珍しい、リカンベント（台湾メーカーのOEM）とサイクルトレーラーを販売している。